# Deborah Gravenstijn
Dibora Monick Olga (Deborah) Gravenstijn (Tholen, 20 augustus 1974) is kapitein bij de Koninklijke Luchtmacht en een Nederlands judoka.
In 1992 brak ze internationaal door met de winst van de Europese Juniorentitel in de klasse tot 61 kg. Hoogtepunten waren onder meer de drie bronzen medailles op de EK's van 1998, 1999 en 2000 in de klasse tot 57 kg. Op de Olympische Spelen van 2000 in Sydney kwam ze in de klasse tot 52 kg niet verder dan een vijfde plaats.
In 2001 won ze tweemaal zilver in de klasse tot 52 kg: op het EK in Parijs en op het WK in München. Tijdens de Olympische Zomerspelen 2004 in Athene veroverde ze een bronzen medaille in dezelfde gewichtsklasse.
In mei 2005 werd ze voortijdig uitgeschakeld op het EK Judo in Rotterdam, waar ze een van de favorieten voor de titel was. Wegens een blessure moest ze in september het WK Judo in Caïro aan zich voorbij laten gaan.
Tijdens de Olympische Zomerspelen 2008 in Peking won Gravenstijn zilver in de klasse -57. Ze verloor in de finale van de Italiaanse Giulia Quintavalle. In augustus 2009 maakte ze bekend afscheid te nemen van de judosport. In Ahoy verloor ze kansloos tegen de Franse Morgane Ribout. "Zeg nooit nooit en ik ben nu natuurlijk ook heel teleurgesteld. Maar ik denk niet dat ik me nog voor een NK of zelfs EK kan opladen. Dan zou ik voor de Olympische Spelen gaan, maar die beginnen pas over bijna drie jaar. Dan ben ik al bijna 38 jaar."
In januari 2010 verliet Gravenstijn ook de Defensie Topsport Selectie, maar bleef werkzaam bij de Koninklijke Luchtmacht als fysiotherapeut.
In 2014 speelt ze mee in het televisieprogramma Ik ben een ster, haal me hier uit!.
Op 19 maart 2016 trad Gravenstijn tijdelijk terug als bestuurslid topsport van de Nederlandse judobond. Aanleiding daarvoor waren de "aanhoudende onrust" en "persoonlijke aantijgingen". "Ik ben van mening dat ik als persoon en bestuurder in de laatste dagen doelbewust in de media als bestuurder en persoon ben beschadigd. Dat maakt functioneren in mijn optiek onmogelijk," liet ze weten in een verklaring. Vijf judoka's uit de olympische ploeg (Dex Elmont, Anicka van Emden, Henk Grol, Kim Polling en Marhinde Verkerk) hadden eerder in een open brief aangedrongen op het aanblijven van Henry Bonnes als directeur topsport en het vertrek van Gravenstijn.
Deborah Gravenstijn Classic
Sinds 2017 wordt Deborah Gravenstijn in Rotterdam door de stichting Rotterdamse Sporticonen geëerd met een eigen evenement. De Deborah Gravenstijn Classic is een toernooi voor meisjes van vier tot en met twaalf jaar en groeide in drie jaar tijd uit tot het grootste meisjes judotoernooi van Nederland. Alle deelnemers van het gratis evenement krijgen bij aanvang een roze band om de gelijkheid van de dag te benadrukken. Voor alle kinderen is er een medaille met roze lint en voor de winnaars zelfs een roze Matsuru-pak. Allemaal uitgereikt door de winnares van Olympisch zilver en brons, die voor een dag de Koningin van Rotterdam is.
Het evenement staat daardoor in judoland bekend als het roze pakken-toernooi en  trok in 2020 het maximale aantal van 750 meisjes uit binnen en buitenland. Voor aanvang van het toernooi krijgen kansarme kinderen in Rotterdam vier gratis clinics plus een judopak om op de dag van de Deborah Gravenstijn Classic als een 'echte' judoka mee te kunnen doen. Veel van de kinderen stromen op die manier door naar de partnerclubs Kimaita en SV Hagendoorn. De vijfde Deborah Gravenstijn Classic is op zaterdag 6 februari 2021. 
Met 750 meisjes is de Deborah Gravenstijn Classic na de Coen Moulijn Memorial Cup (duizend kinderen) het grootste evenement op de kalender van Rotterdamse Sporticonen. 